# (466658) 2014 WJ96
(466658) 2014 WJ96 es un asteroide perteneciente al cinturón de asteroides, descubierto el 14 de octubre de 1998 por el equipo Spacewatch desde el Observatorio Nacional de Kitt Peak (Arizona, Estados Unidos).